# Арес (Ла-Корунья)
Арес (гал. Ares, ісп. Ares) — муніципалітет в Іспанії, у складі автономної спільноти Галісія, у провінції Ла-Корунья. Населення — 5673 осіб (2009).
Муніципалітет розташований на відстані близько 504 км на північний захід від Мадрида, 14 км на північний схід від Ла-Коруньї.
Муніципалітет складається з таких паррокій: Арес, Каамоуко, Сервас, Лубре.

## Демографія
Динаміка населення (INE ):

## Галерея зображень

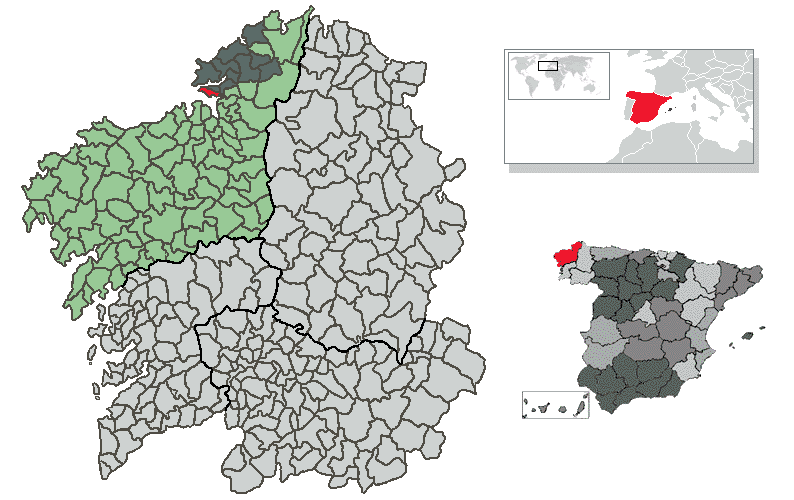
Розташування муніципалітету
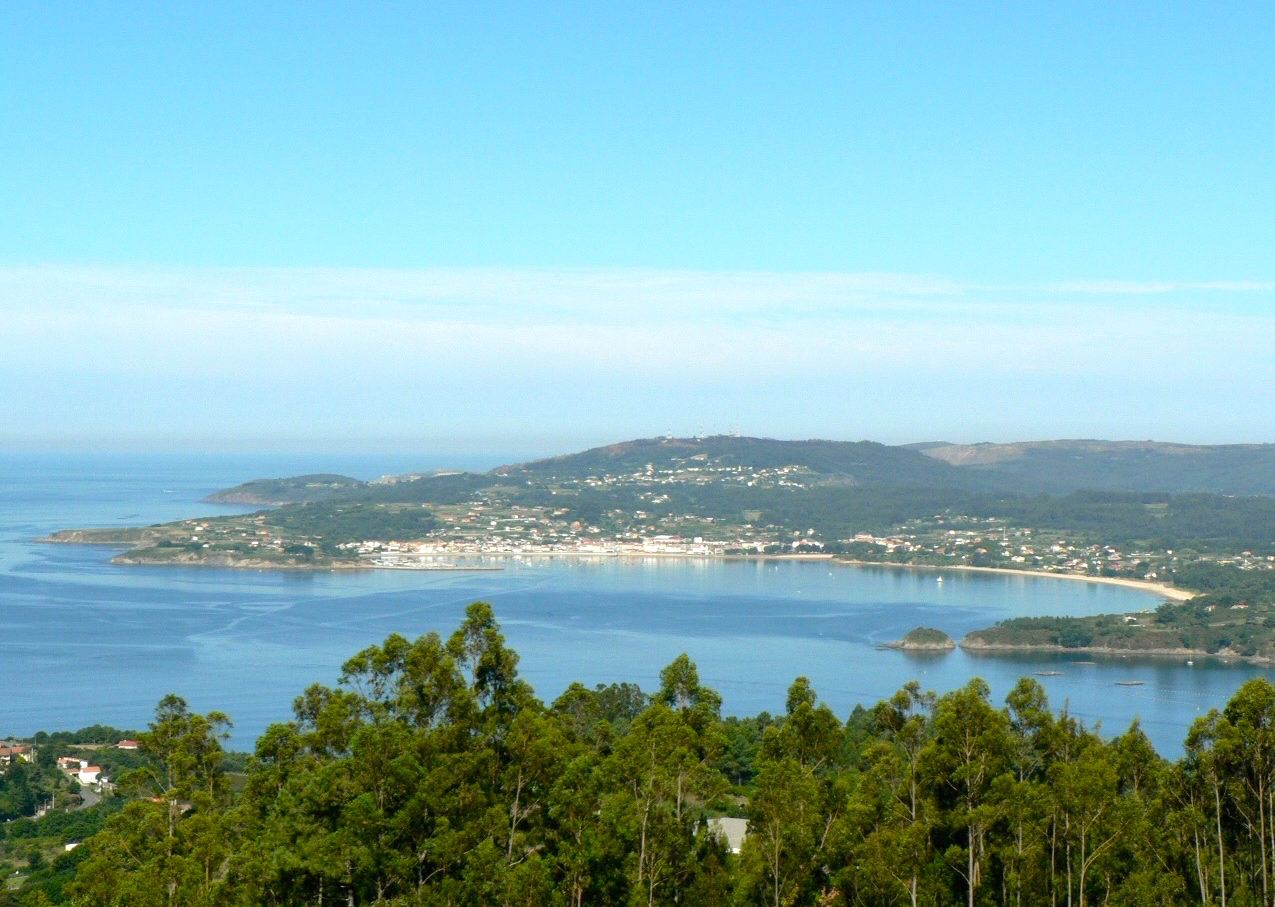
Панорама селища
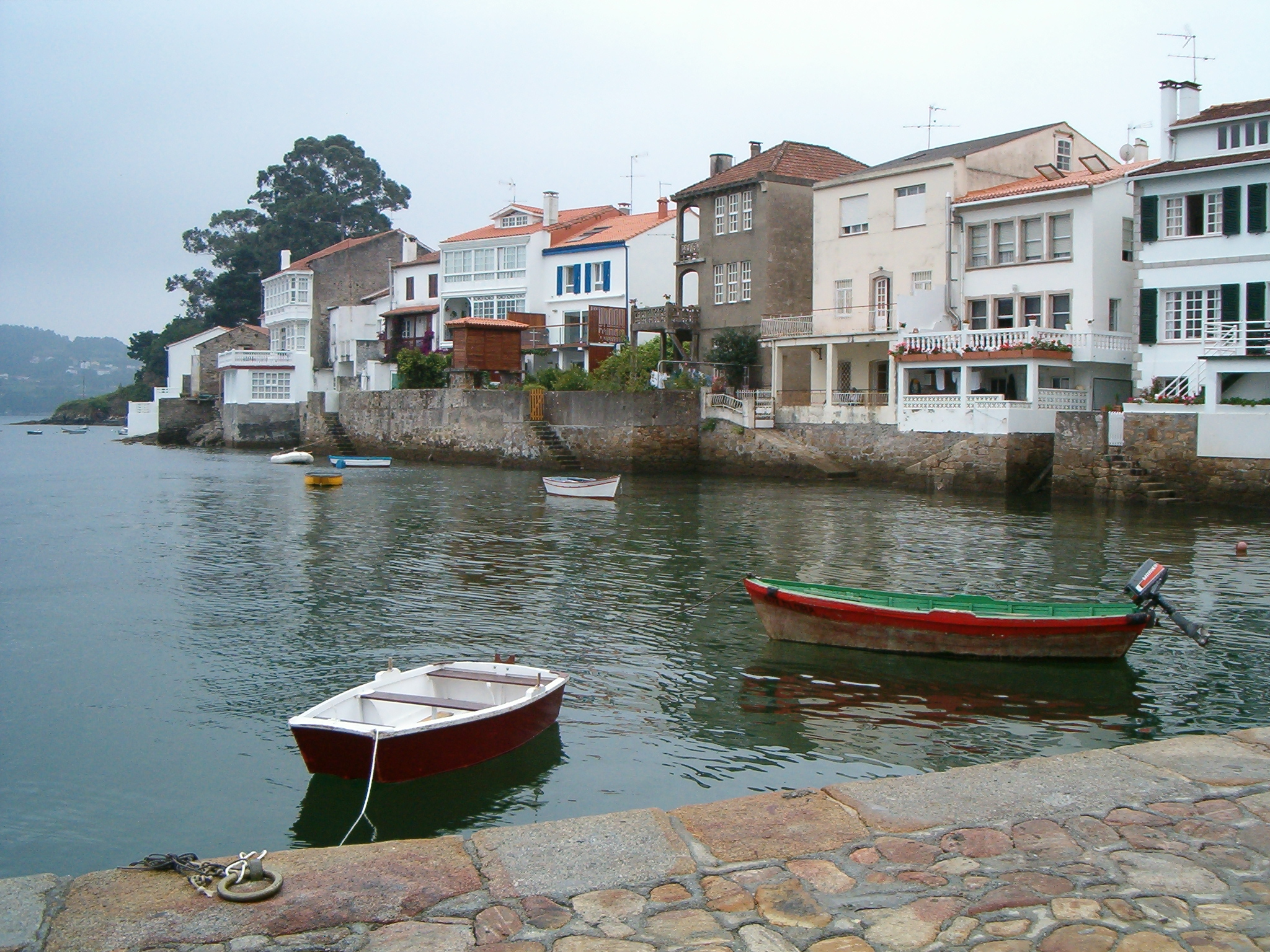
Панорама селища Редес